# Жупетинці
Жупетинці (словен. Župetinci) — поселення в общині Церквеняк, Подравський регіон‎, Словенія.